# Отель-де-Лозен
48°51′06″ пн. ш. 2°21′33″ сх. д. / 48.851666666667° пн. ш. 2.3591666666667° сх. д.

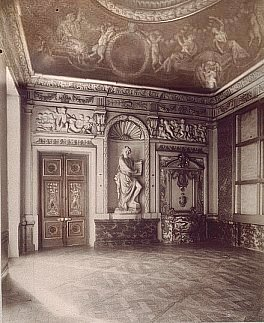
Отель-де-Лозен, фотографія XIX століття

Отель-де-Лозен (Hôtel de Lauzun), також відомий як Отель-Пімодан (фр. Hôtel Pimodan) – особняк XVII століття, розташований за адресою набережна Анжу № 17 на острові Сен-Луї, річковому острові Сени в центрі Парижа (IV адміністративний округ). З 1906 року особняк перебуває під охороною як історична пам'ятка (monument historique).

## Історія
Отель-де-Лозен був споруджений між 1650 і 1658 роками за планами архітектора Луї Ле Во для Карлеса Грюна, сеньйора де Борд. Над порталом зберігся напис «Hôtel de Lausun 1657» на чорному мармурі. Кімнати були розписані художниками Себастьєном Бурдоном, Шарлем Ле Брюном, Есташем Ле Сюером та П'єром Пателем. У 1682 році Антонен Номпар де Комон, герцог де Лозен, купив цю будівлю, яка відтоді носить його ім'я.
Поет Шарль Бодлер жив з 1843 по 1845 роки в маленькій мансардній квартирі цього будинку «з видом на двір». У цьому ж будинку жив його друг, письменник Теофіль Готьє.
Між 1844 і 1849 роками чимало вчених письменників та художників проводили в Отель-Пімодані свої зустрічі. Теофіль Готьє та Жак-Жозеф Моро де Тур заснували там Клуб Гашишинів. До клубу входили Шарль Бодлер, Александр Дюма, Ежен Делакруа, Оноре де Бальзак та Жерар де Нерваль. Під час щомісячних зустрічей у художника Фернана Буассара, який також мешкав у цьому будинку, члени клубу під керівництвом доктора Моро проводили на собі експерименти з гашишем. Готьє дає детальний опис будівлі у своєму однойменному есеї «Клуб Гашишинів» (Les Club des Hachichins): «Салон займав величезний зал із різьбленими та позолоченими панелями, розписом на стелі з фризами із зображенням сатирів, які ганяються за німфами в очереті, величезним каміном із поліхромного мармуру та хвилястими парчовими шторами. Тут відчувається достаток і багатство давно минулих часів. Вишиті крісла, дивани, крісла-бержери та м'які лави, які колись забезпечували достатньо місця для суконь герцогинь і маркіз, прийняли любителів гашишу та зустріли їх з м'якими та розкритими обіймами».
З 1928 року Отель-де-Лозен перебуває в муніципальній власності міста Парижа та використовується для офіційних прийомів. Відремонтовані розкішні кімнати відкриті для відвідувачів.